# Partiavis
 Der er for få eller ingen kildehenvisninger i denne artikel, hvilket er et problem. Du kan hjælpe ved at angive troværdige kilder til de påstande, som fremføres i artiklen.

En partiavis er et tidsskrift, som udgives af et politisk parti med en vis regelmæssighed. Grænsen mellem medlemsblad og partiavis er uklar, men hvor et medlemsblad typisk vil have medlemmerne som målgruppe og vægte organisatorisk stof, vil en partiavis gerne være udadrettet og komme med politiske udmeldinger.